# Panche
Panche, skupina plemena u kolumbijskom departmanu Cundinamarca, na rijekama Gualí, Mariquita, Coello, Guarinó, Seco, Villeta, Magdalena i Fusagasuga. Bili su južni susjedi Pantagora i Colima.
Prema Rivetu (1943, str. 73) njihova glavna plemena su bila Mariquitan, Onime, Lumbí, Honda, Gualí, Tocaima, Ibagué, Doyma, Combaima, Guacan, Guataquí, Calamoima, Calaima, Lutaima, Lachimi, Siquima, Xaquima, Conchima, Iqueima, Anapuima i Calandayma